# Олингито
Олингито (лат. Bassaricyon neblina) је врста сисара из рода Олинго. Откриће врсте је објављено 15. августа 2013. Углавном се храни воћем, но једе и инсекте и нектар. Живи ноћу и време углавном проводи на дрвећу.

## Станиште
Врста живи у централној Колумбији и западном Еквадору.